# Университет Брунеля
Лондонский университет Брунеля — государственный исследовательский университет, расположенный в Аксбридже, Лондон, Великобритания. Основанный в 1966 году, был назван в честь викторианского инженера Изамбарда Брунеля.
Кампус Брунеля расположен на окраине города Аксбридж. Он состоит из трёх колледжей и трёх крупных научно-исследовательских институтов. Эта структура была принята в августе 2014 года, что также привело к изменению названия университета на «Университет Брюнеля в Лондоне». Брунель имеет более 12 900 студентов и 2500 сотрудников. В 2014—2015 годах общий доход университета составил 200,7 млн фунтов стерлингов, из которых 25 % приходилось на гранты и исследовательские контракты.
Университет Брунеля является членом Ассоциации университетов Содружества, Ассоциации университетов Европы и университетов Великобритании.

## История

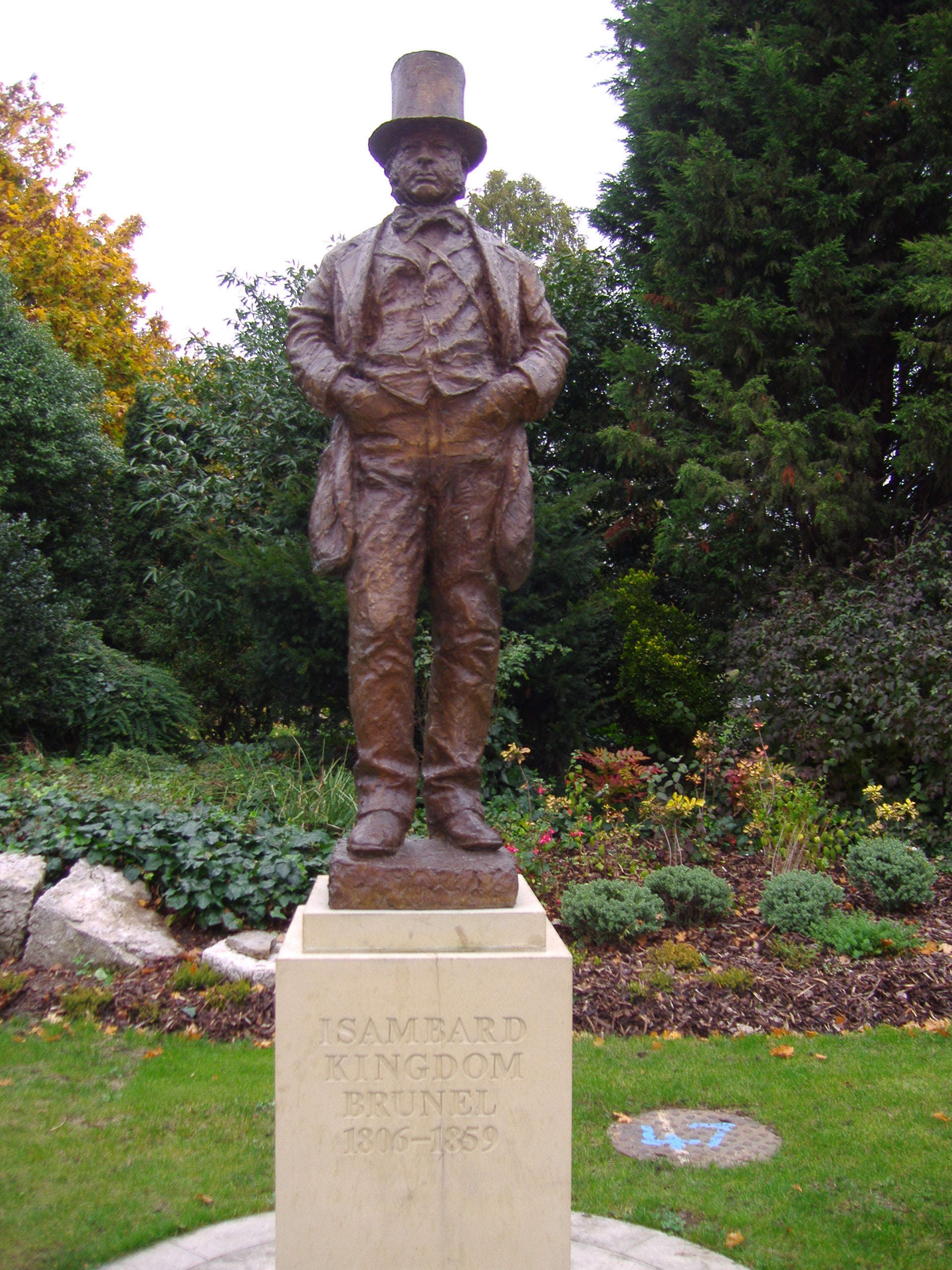
Статуя Изамбарда Брунеля в университете

В 1957 году Колледж Брунеля был отделён от Технического колледжа Эктон и сосредоточился на обучении инженеров.
В 1960 году «Технологический колледж Брюнеля» был награждён статусом «Передовой Технологический колледж».
В 1962 году «Передовой Технологический колледж» стал «Передовым Технологическим колледжем Брюнеля».
В июне 1966 года «Передовой Технологический колледж Брунеля» был награждён Королевским уставом и стал «Лондонским университетом Брюнеля». Его иногда называют британским «стеклянным университетом».

## Кампус

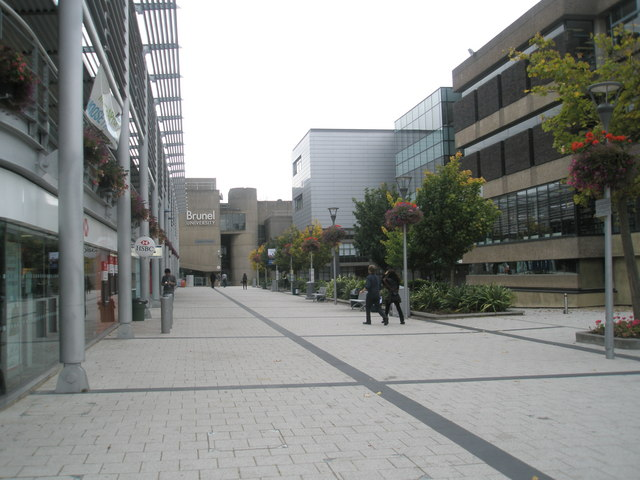
Часть главного кампуса Брунеля

В конце 1990-х годов Университет Брунеля разработал 10-летний генеральный план стоимостью 250 миллионов фунтов стерлингов для кампуса. Это включало в себя продажу мест за пределами кампуса в Руннимеде, Остерли и Твикенхеме и использование доходов от продаж для ремонта и обновления зданий и сооружений в кампусе Аксбриджа. Выполненные работы включали расширение библиотеки, современный спортивный комплекс, отремонтированные помещения студенческого союза, новый учебный центр здравоохранения и строительство большего количества общежитий.
Кампус Брунель (особенно те здания в архитектурном стиле брутализма 1960-х годов) появился в нескольких фильмах, наиболее известный в «Заводном апельсине» Стенли Кубрика, большие части которого были сняты в кампусе. Это также показывалось в нескольких британских телесериалах, включая «Призраков», «Безмолвного свидетеля», «Суини» и инспектора Морса.

## Организация и управление
Университет Брунеля существует в силу королевской хартии, впервые предоставленной в 1966 году, и имеет статус освобождённой благотворительной организации, как это определено Законом о благотворительных организациях 2006 года.
Руководящим органом является Совет, в состав которого входят сотрудники университета, студенты и независимые члены. Совет назначает вице-канцлера и других старших должностных лиц. В Совете имеется ряд комитетов, которые поддерживают его работу.
Академический орган Брюнеля — сенат, возглавляемый вице-канцлером. Сенат имеет ряд комитетов, которые поддерживают его работу.

## Обучение

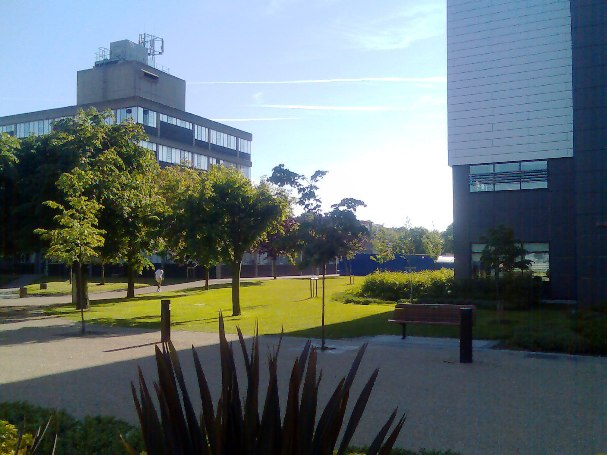
Вид университетского кампуса Брунеля в Аксбридже

Студенты Брюнеля имеют доступ к специализированным лабораториям для получения электронных изображений, биоинженерной обработке и экспериментальному оборудованию; симуляторам полёта, симуляторам вождения автомобиля и поезда; трёхмерному сканеру тела; МРТ-сканеру; оборудованию захвата движения; комплексу трудотерапии; спортивным и исполнительским сооружениям; академическим архивам в культовых фильмах и современной письменности.
В зависимости от пройденного курса, многие студенты могут выбрать практическое размещение и проекты в качестве неотъемлемой части своих курсов (основополагающий принцип структуры степени сэндвича).

## Союз студентов Брунеля
Союз студентов Брунеля — это студенческое самоуправление Университета Брюнеля. Союз базируется в Центре Гамильтона в университетском городке Аксбридж.
Среди прочих услуг Союз управляет двумя площадками в кампусе Брунеля: ночной клуб Venue, бар Loco.
Союз возглавляют четырнадцать демократически избранных сотрудников из числа студентов — шесть студентов-офицеров, четыре председателя Постоянного комитета и шесть председателей рабочих групп — при поддержке более тридцати профессиональных сотрудников.

## Известные выпускники
См. также категорию: Категория: Выпускники Университета Брунеля.

### СМИ, развлечения и искусство
- Агдашлу, Шохре

### Политика и роялти
- Энелэй, Джойс

### Спорт
- Адамс, Тони
- Эмили Скотт